# Bahnhofstraße (Bielefeld)
Die Bahnhofstraße in Bielefeld ist der nordwestliche Teil der zentralen Einkaufsstraße der ostwestfälischen Großstadt. Sie bildet die zentrale Achse der Einkaufsmeile im Bahnhofsviertel, der, durch den Jahnplatz getrennt, die Altstädter Niedern- und Obernstraße folgen.

## Baustruktur und Geschichte
Außer dem historischen Hauptbahnhof am Nordende wird die Bahnhofstraße wesentlich durch Geschäftsgebäude geprägt, die seit der Gründerzeit gebaut wurden, in der die Straße angelegt worden ist. Sie verband den 1847 angelegten Bahnhof mit dem historisch südlich des heutigen Jahnplatzes liegenden damaligen Stadtgebiet, der heutigen Altstadt und Neustadt. Bis 1956/57 verkehrten hier Straßenbahnen, anschließend war die Straße noch für den Autoverkehr freigegeben. Ende der 1950er Jahre begann der Umbau des südlichen Abschnitts zwischen Feilenstraße und Jahnplatz zur Fußgängerzone, wobei zahlreiche typische Filialisten und die Kaufhäuser Karstadt, Quelle und Kaufhalle das Bild beherrschten. Auch zwei ehemalige Großkinos mit je 1000 Plätzen gehörten dazu – das Universum (Ecke Zimmerstraße, 1928–1968) und das Capitol (1936 bis 1970er Jahre), Bahnhofstraße 4. Die zeittypische Fassade des Capitol ist teilweise am Modehaus Zara bis heute erhalten. Im nördlichen Abschnitt ist sie die Verbindung zwischen der Feilenstraße und dem Hauptbahnhof für alle Verkehrsarten außer der Stadtbahn.

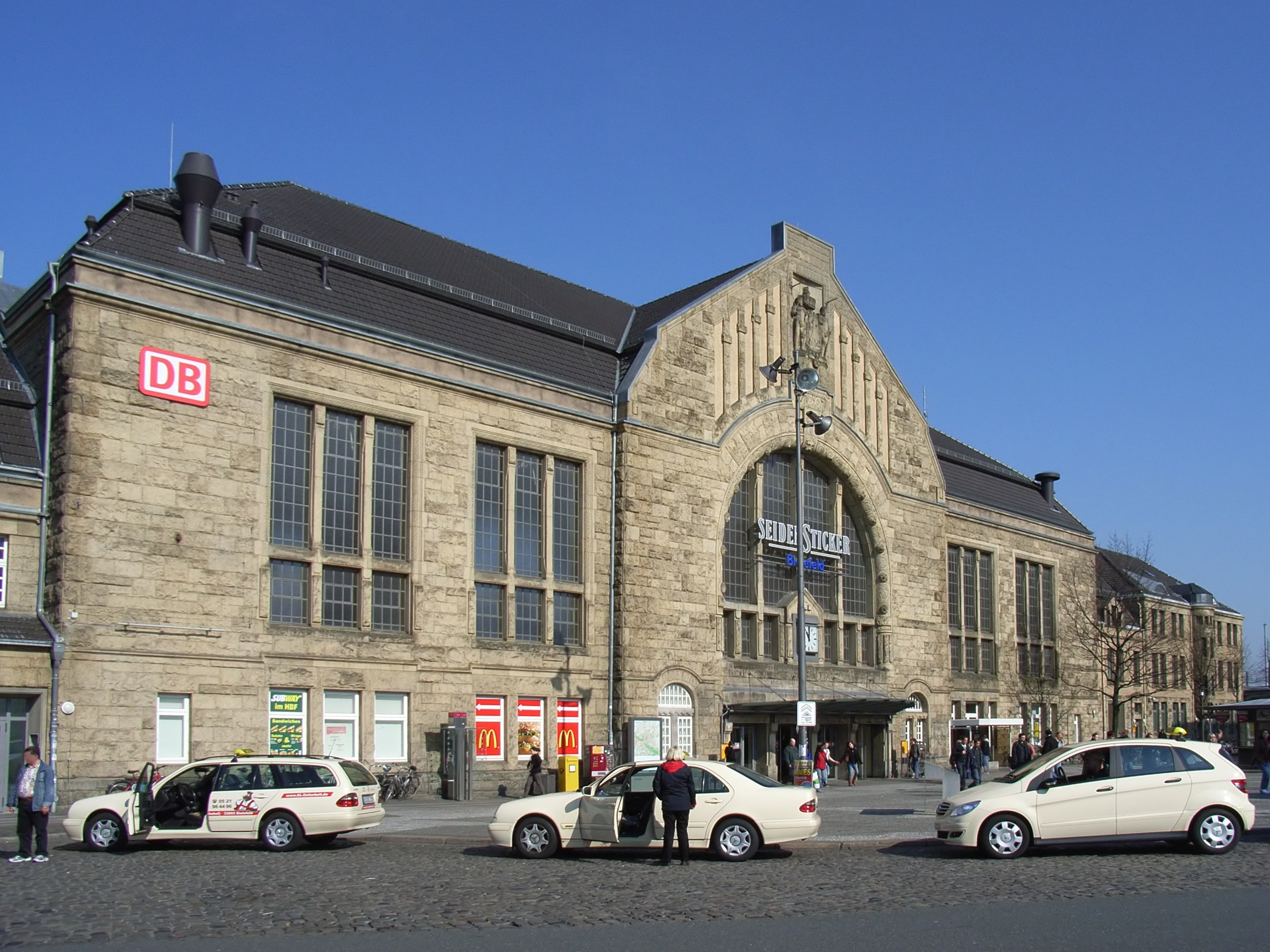
Bielefeld Hauptbahnhof (2008)

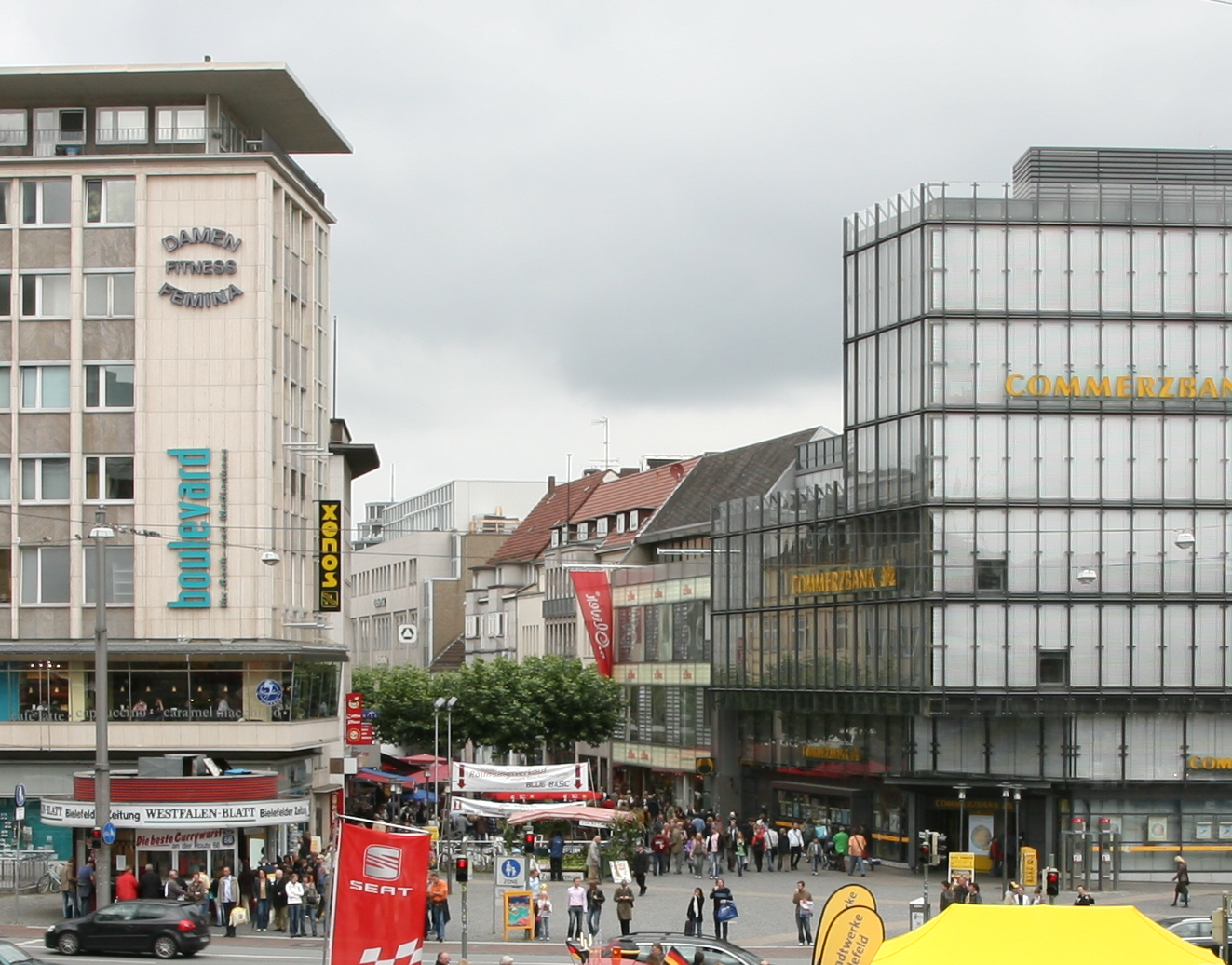
Bahnhofstraße vom Jahnplatz aus

Folgende Baudenkmale stehen an der Bahnhofstraße: an der Ecke zum Jahnplatz das Büro- und Geschäftshaus Bahnhofstraße 1 von 1955, an der Ecke zur Karl-Eilers-Straße das Wohn- und Geschäftshaus mit der Hausnummer 27a, etwa von 1900, und am nördlichen Ende der Hauptbahnhof von 1907 bis 1910.

## Frequentierung
Die Bahnhofstraße ist unter den deutschen Städten zwischen 250.000 und 500.000 Einwohnern die am vierthäufigsten frequentierte Einkaufsstraße und liegt mit 6.305 Passanten pro Stunde am 21. März 2015 zwischen 13:00 und 14:00 Uhr bundesweit auf Platz 25.
Nach einer Passantenzählung von 2011 lag die Bahnhofstraße mit 7.050 Fußgängern an einem Sonnabend auf Platz 14 der bundesweiten innerstädtischen Einkaufsstraßen. 2013 war sie nicht unter den bundesweiten Top 25.